# سازمان اطلاعاتی

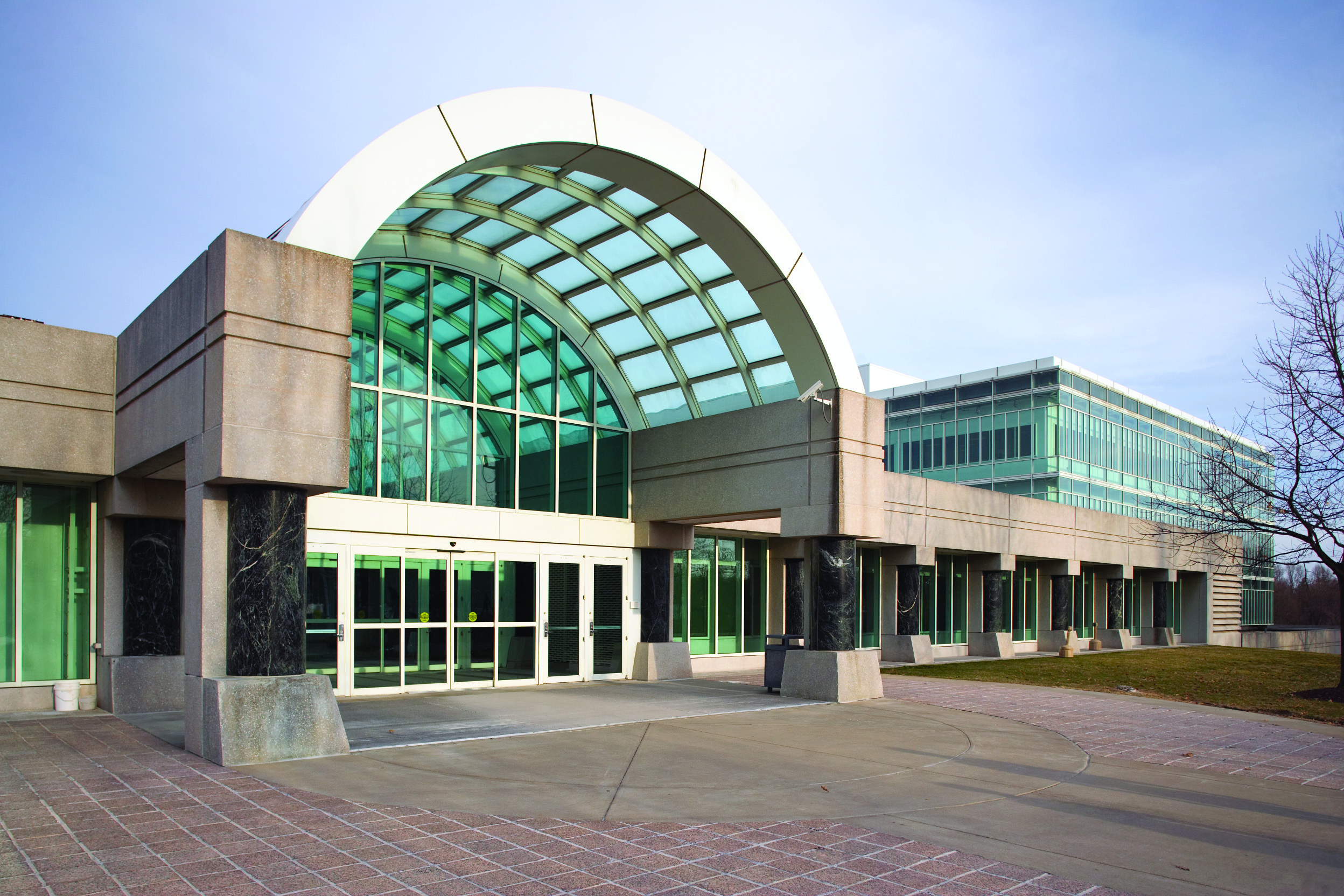
مرکز اطلاعات جورج بوش در محدوده ثبت‌نشده لانگلی، ویرجینیا، ستاد آژانس اطلاعات مرکزی

سازمان اطلاعاتی (به انگلیسی: Intelligence Agency)، که با نام‌های آژانس امنیتی، سرویس جاسوسی، و سرویس اطلاعاتی نیز شناخته می‌شود یک تشکیلات و بنگاه دولتی است که وظیفۀ گردآوری و آنالیز اطلاعات برای مقاصد نظامی، امنیت ملی، سیاست خارجی و اجرای قانون یک کشور را بر عهده دارد.

## اهداف
1. پرهیز از غافلگیری استراتژیک
2. انتقال تجربیات به مدیران و سیاست‌گذاران
3. گردآوری اطلاعات مورد نیاز سیاست‌گذاران
4. حفاظت از اطلاعات

### پرهیز از غافلگیری استراتژیک
سازمان‌های اطلاعاتی، در مورد کشورهای دوست یا دشمن گردآوری و واکاوی می‌کنند. هدف از این فعالیت‌ها عبارتند از:
- شناسایی عوامل مؤثر در آن کشور
- شناسایی اقدامات آتی آنممر
- شناسایی ظرفیت‌های نظامی، سیاسی، اجتماعی، و اقتصادی آن کشور

### انتقال تجربیات
میانگین مدت ریاست‌جمهوری ۴ سال است. طبیعتاً متوسط زمان تصدی پست وزارت در کابینه از این مقدار هم کمتر خواهد بود. معاونان وزیر و دیگران هم، مدت زمان کوتاه‌تری دورۀ مدیریت خود را طی می‌کنند. سازمان‌های اطلاعاتی موظف هستند تا تجربیات مدیران گذشته را به نسل‌های بعدی منتقل کنند تا از تکرار اشتباهات احتمالی در آینده جلوگیری کنند.

### گردآوری اطلاعات مورد نیاز
سیاست‌گذاران برای تصمیم‌گیری و قانون‌گذاری، نیازمند درک درستی از واقعیت‌های موجود در مورد مسئله است. به همین خاطر، سیاستمداران می‌توانند نیازهای خود را به سازمان‌های اطلاعاتی ارائه دهند و از آنها بخواهند تا اطلاعات و تحلیل مناسب را به آنها ارائه دهند. این کار، قدم نخست در چرخۀ اطلاعات است. سازمان‌های اطلاعاتی وظیفۀ گردآوری اطلاعات را دارند. این اطلاعات به خودی خود معنی مشخصی ندارند. حتی ممکن است اطلاعات بدست آمده، گمراه‌کننده و نادرست باشد؛ بنابراین سازمان‌های اطلاعاتی، اطلاعات گردآوری‌شده را تحلیل می‌کنند و در گام نهایی، این اطلاعات به سیاست‌گذاران تحویل داده‌می‌شوند.

### حفاظت از اطلاعات
سازمان‌های اطلاعاتی موظف هستند که از اطلاعات و ابزارهای حیاتی کشور، محافظت کنند.